# Icelinus
Icelinus is een geslacht van straalvinnige vissen uit de familie van donderpadden (Cottidae).

## Soorten
De volgende soorten zijn bij het geslacht ingedeeld:
- Icelinus borealis (Gilbert, 1896)
- Icelinus burchami (Evermann & Goldsborough, 1907)
- Icelinus cavifrons (Gilbert, 1890)
- Icelinus filamentosus (Gilbert, 1890)
- Icelinus fimbriatus (Gilbert, 1890)
- Icelinus japonicus (Yabe, Tsumura & Katayama, 1980)
- Icelinus limbaughi (Rosenblatt & Smith, 2004)
- Icelinus oculatus (Gilbert, 1890)
- Icelinus pietschi (Yabe, Soma & Amaoka, 2001)
- Icelinus quadriseriatus (Lockington, 1880)
- Icelinus tenuis (Gilbert, 1890)